# Lluita als Jocs Olímpics d'estiu de 1908
Als Jocs Olímpics de 1908 realitzats a la ciutat de Londres es realitzaren nou proves en la competició de lluita, quatre en estil grecoromà i cinc en estil lliure, totes elles però en la categoria masculina.
En la modalitat de lluita grecoromana hi participaren 25, 21, 21 i 7 lluitadors en les categories descrites posteriorment; i en la modalitat de lluita lliure 13, 12, 11, 12 i 11 respectivament.

## Resum de medalles

### Lluita grecoromana
| Prova                  | Or                  | Argent            | Bronze               |
| Pes lleuger detalls    | Enrico Porro        | Nikolai Orlov     | Arvo Lindén          |
| Pes mitjà detalls      | Frithiof Mårtensson | Mauritz Andersson | Anders Andersen      |
| Pes semipesant detalls | Verner Weckman      | Yrjö Saarela      | Carl Jensen          |
| Pes pesant detalls     | Richárd Weisz       | Aleksandr Petrov  | Søren Marinus Jensen |

### Lluita lliure
| Prova               | Or                  | Argent              | Bronze         |
| Pes gall detalls    | George Mehnert      | William Press       | Aubert Coté    |
| Pes ploma detalls   | George Dole         | James Slim          | William McKie  |
| Pes lleuger detalls | George de Relwyskow | William Wood        | Arthur Gingell |
| Pes mitjà detalls   | Stanley Bacon       | George de Relwyskow | Frederick Beck |
| Pes pesant detalls  | Con O'Kelly         | Jacob Gundersen     | Edward Barrett |

## Medaller
| Posició | País         | Or | Argent | Bronze | Total |
| 1       | Regne Unit   | 3  | 4      | 4      | 11    |
| 2       | Estats Units | 2  | 0      | 0      | 2     |
| 3       | Finlàndia    | 1  | 1      | 1      | 3     |
| 4       | Suècia       | 1  | 1      | 0      | 2     |
| 5       | Hongria      | 1  | 0      | 0      | 1     |
| 5       | Itàlia       | 1  | 0      | 0      | 1     |
| 7       | Rússia       | 0  | 2      | 0      | 2     |
| 8       | Noruega      | 0  | 1      | 0      | 1     |
| 9       | Dinamarca    | 0  | 0      | 3      | 3     |
| 10      | Canadà       | 0  | 0      | 1      | 1     |

Quatre nacions participants (Bèlgica, Bohèmia, Imperi Alemany i els Països Baixos) no aconseguiren guanyar cap medalla.